# Zhang Yawen
Zhang Yawen (Xunquim, 9 de março de 1985) é uma ex-jogadora de badminton chinesa medalhista olímpica, especialista em duplas.

## Carreira
Zhang Yawen representou seu país nos Jogos Olímpicos de Verão de 2008, conquistando a medalha de bronze, nas duplas em 2008 com Wei Yili.